# Bovolone
Bovolone (Boolón, Bogolón o Bovolon in veneto) è un comune italiano di 16 329 abitanti della provincia di Verona in Veneto.  
È uno dei principali comuni della provincia per numero di abitanti e possiede il titolo di città dal 1994.
Sorge in prossimità dell'antica Castrum Bodoloni, di cui rimane traccia in località Prato Castello, e ospita la secolare "Fiera di San Biagio", le cui origini risalgono al 1278 e che rappresenta una delle più importanti manifestazioni fieristiche regionali sul settore dell'agro-tecnica.
Rappresenta un centro importantissimo per l'artigianato e per le piccole medie industrie legate alla produzione dell'arredamento e del mobile essendo il centro di riferimento per il distretto produttivo del mobili d'arte in stile della pianura veronese; inoltre è sede di importanti luoghi di valore artistico e storico, come la pieve di San Giovanni in Campagna, l'antico Oratorio di San Biagio o la chiesa della Madonna della Cintura.
Accoglie importanti aziende alimentari e agroalimentari e legate ad alcuni settori tecnologici (fotovoltaico, robotica, biomedicale). La città di Bovolone è conosciuta per l'offella d'oro, dolce tipico paragonabile al pandoro, che fu preparata e inventata da una  rinomata pasticceria locale.
Nel territorio comunale si trova il parco urbano Valle del Menago, sviluppato su 35 ettari e ha sede l'Azienda Sperimentale del Consiglio per la ricerca in agricoltura e l'analisi dell'economia agraria (mancante di fonti) 

## Geografia fisica

### Territorio
Bovolone è collocato 22 km in direzione sud-est rispetto al capoluogo di provincia Verona e occupa una superficie di 41,41 km². È posto quasi al centro della zona di pianura nella parte meridionale del territorio provinciale, a cavallo tra la media pianura veronese e la bassa veronese, nel punto d'incontro tra pianura asciutta (sabbiosa) a nord, e pianura umida irrigua (torbosa) a sud.

Il territorio comunale è attraversato, in direzione nord-sud, dal fiume Menago con la depressione che ne forma la valle (altitudine di 20 m s.l.m.), nella quale è inserita l'area naturale protetta del Parco Valle del Menago.
La valle è delimitata a est e a ovest da due cordoni sabbiosi, paleoalvei del fiume stesso, aventi un'altitudine che varia da 30 a 22 m s.l.m. (la casa comunale si trova a 24 m s.l.m.)
Su quello orientale corre la strada provinciale SP2 che da Verona porta a Legnago.
Lungo di essa si trova, oltre al capoluogo, la popolosa frazione di Villafontana.
È classificato nella zona 3 di rischio sismico.

### Clima
Il clima è continentale (temperature elevate in estate e rigide in inverno), con elevata umidità relativa con formazione di nebbia durante tutto l'anno, specialmente nei mesi invernali.
Il comune ricade nella "fascia climatica E" con 2 324 gradi giorno.
La temperatura media di gennaio è di circa -2 °C, mentre le temperature medie a luglio si mantengono superiori ai 30 °C.
Le precipitazioni si concentrano tra fine aprile e inizio giugno, e tra ottobre e inizio novembre, con un picco ad agosto, che si è dimostrato in media il mese più piovoso dell'anno. L'inverno, da fine novembre fino a marzo, è il periodo meno piovoso, con una media di poco superiore ai 50 mm mensili, nonostante sia il periodo più umido.

## Origini del nome
Il toponimo di Bodoloni compare per la prima volta in un documento, datato 24 giugno 813, nel quale si attesta che il Vescovo di Verona Ratoldo era in possesso di tali terre.
Secondo la tradizione popolare "Bovolone" deriverebbe dal latino Bodolonus, con il significato di "Terra delle rane" ("rana bodoli" è il nome dato ai girini).
È stata anche ipotizzata un'origine longobarda: lo storico e linguista Giovanni Rapelli fa risalire il toponimo alla derivazione dal nome di "Bodilo". Altri ritengono che provenga invece da Bodos, con il significato di "piano della creta" o argilla, in riferimento alle fornaci tradizionalmente situate in località "Creari".
I (bodoli) in Veneto sono le Lumache che però in Veronese si chiamano bogoni.

## Storia

### Storia antica
Nel territorio comunale, in località Prato Castello, è stata rinvenuta nell'Ottocento una necropoli terramaricola databile alla metà del III millennio a.C. (Eneolitico). Le sepolture seguono sia il rito dell'inumazione sia quello dell'incinerazione; Tra i reperti, urne cinerarie, vasi di corredo, coltelli in selce lavorata, punte di freccia e resti di fuochi e di palafitte.
Successivamente il territorio vide il passaggio di diverse popolazioni: inizialmente Illirici, Etruschi, Galli Cenomani e dal 222 a.C. i Romani che subirono le scorrerie dei Cimbri e dei Teutoni. Sotto il dominio romano appartenne alla regio X Venetia et Histria.

### Storia medievale
Il Veneto venne attraversato da popolazioni barbariche e a partire dal 569 fu occupato dai Longobardi. Il territorio fu interessato da un terremoto nel 793 e fu conquistato da Carlo Magno. Bovolone fece parte del feudo del vescovo di Verona: il più antico documento che menziona Bodoloni citando la località tra i possedimenti vescovili è del 24 giugno 813.
Il violento terremoto del 1117 distrusse l'abitato e danneggiò l'originaria chiesa di San Giovanni in Campagna.
In una bolla pontificia di papa Innocenzo III, risalente all'anno 1145 nell'elenco delle pievi sotto il controllo delle diocesi di Verona è compresa la pieve di Bovolone.
Tra il 1154 e il 1179 venne istituito il castrum Bodoloni nell'attuale località di Prato Castello e nel corso del XII secolo venne costruito il palazzo vescovile. Tra il 1179 e il 1220 la comunità bovolonese ottenne una certa autonomia: furono emanati degli "statuti" e venivano eletti consoli e decani per regolare la vita civile.
Nel 1233 i mantovani incendiarono il centro del paese, e il territorio fu devastato nel 1234 dai padovani e dai bresciani e nel 1269 dai veronesi.
Nel 1278 venne istituita la "fiera di San Biagio" e nel 1300 venne realizzato un ospedale grazie alle donazioni di donna Verde da Salizzole, madre di Cangrande della Scala, che aveva possedimenti presso Bovolone.
Alla fine del XIV secolo, a causa dell'insalubrità dovuta alle acque stagnanti, l'abitato venne trasferito dal castrum Bodoloni in un luogo vicino, centro dell'attuale paese, leggermente sopraelevato e lungo la strada verso Verona.
Nel 1405 Verona entrò a far parte della Repubblica di Venezia. Sotto il dominio veneziano si sviluppò lo sfruttamento delle terre per la produzione agricola e sorsero le ville patrizie delle grandi famiglie proprietarie dei terreni. Si svilupparono anche i commerci con i centri della Repubblica e nel 1580 fu istituito un mercato comunale con frequenza settimanale (il martedì).

### Storia moderna
Risalgono ai secoli XV e XVI le prime notizie riferite all'esistenza dell'abitato di Villafontana ("Villa Fontana"), sviluppato tra il fiume Menago e la strada che conduceva a Verona: una carta mappale del 1561 vi attesta l'esistenza di una chiesa e nel 1573 l'allora vescovo di Verona, Agostino Valerio, vi istituì la "rettoria di Sant'Agostino", dipendente dalla "parrocchia di Mazzagatta" (Mazzantica, che ricadeva sotto la giurisdizione amministrativa di tre comuni Bovolone, Oppeano e Isola della Scala).
Il Seicento vide lo sviluppo del fenomeno del brigantaggio.
Nel 1615, nell territorio di Bovolone vi furono scontri tra gli eserciti veneziano e imperiale. Nel 1629 vi fu una grande carestia, seguita dalla diffusione della peste nel 1630, che a Bovolone provocò circa 800 vittime su poco più di 2 500 abitanti. In seguito a questi eventi peggiorarono le condizioni di vita della popolazione.
Nel 1740 si verificò un'altra carestia.
Nel giugno del 1796 con l'occupazione napoleonica fu soppresso il feudo. Il territorio passò quindi all'Austria nell'ottobre del 1797, con il trattato di Campoformio, generando la formazione di fazioni politiche contrapposte, le quali appoggiavano da una parte le truppe napoleoniche e dall'altra l'impero austriaco.

### Storia contemporanea

#### Ottocento
Dopo la sconfitta austriaca nella battaglia di Marengo (14 giugno 1800), il trattato di Lunéville divise il territorio veronese in due zone, a destra   e a sinistra dell'Adige: la prima, nella quale ricade il territorio di Bovolone, passò in mano ai francesi, mentre la seconda rimase sotto il controllo austriaco.         Bovolone fece dunque parte della Repubblica italiana napoleonica (1802-1805) e successivamente del Regno d'Italia (1805-1814), nel quale fece parte del dipartimento dell'Adige.
I francesi modificarono il sistema amministrativo, sostituendo la municipalità al "consiglio della comunità", il podestà al sindaco e i "savi" ai consiglieri comunali. La municipalità ebbe l'incarico di riunificare il territorio della frazione di Villafontana, ma i contrasti con il comune di Oppeano impedirono la realizzazione del progetto.
Furono edificate scuole sia nel capoluogo comunale, sia a Villafontana e dal 1810 vennero istituiti i cimiteri comunali, in zone esterne al centro abitato. Le strade per Verona e per Cerea e Legnago furono migliorate e si tentò di introdurre la coltivazione del cotone e attività di produzione dello zucchero dall'uva.
Nei primi anni del XIX secolo circa 500 abitanti, su circa 2 600 totali, emigrarono e la leva obbligatoria per l'esercito francese generò il fenomeno del brigantaggio.
Dal 4 febbraio 1814 gli austriaci occuparono Bovolone e nell'aprile Verona. Con il congresso di Vienna Bovolone entrò a far parte del Lombardo-Veneto, nel circondario di Isola della Scala che apparteneva al distretto di Villafranca. Il primo cittadino era l'"agente comunale", dipendente direttamente dall'impero austriaco, che era a capo della "deputazione comunale" che aveva sostituito la municipalità francese.
Si sviluppò in questo periodo l'allevamento del baco da seta e furono allargate alcune delle strade del paese. Le condizioni economiche non erano buone: negli anni 1820 si diffuse la tisi e si ebbero epidemie di vaiolo nel 1833 e di colera nel 1835. Tuttavia gli abitanti crebbero da 2 700 nel 1815 a 3 000 nel 1835.
Alla spedizione dei Mille garibaldina partecipò anche il bovolonese Antonio Bellini (1835-1897). Nel 1866 con la terza guerra d'indipendenza, dopo l'armistizio di Cormons del 12 agosto e la successiva pace di Vienna, il 18 ottobre Verona votò l'annessione e anche Bovolone entrò a far parte del Regno d'Italia.
Il primo sindaco di Bovolone, Luigi Pomini, eletto nelle prime libere elezioni del 2 gennaio 1867 e rimasto in carica fino al 1879, promosse la riorganizzazione delle istituzioni amministrative e scolastiche e delle attività economiche e tentò di riunificare la frazione di Villafontana e di accorpare al comune la frazione oppeanese di Mazzagatta, secondo il volere espresso dagli abitanti. Gli successe il sindaco Domenico Vaccari, che rimase in carica fino al 1894.

#### Novecento
Durante la prima guerra mondiale fu sede di un Ospedale Militare di Tappa per i feriti in combattimento
Verso la fine degli anni trenta Bovolone fu sede di una scuola di volo senza motore, struttura paramilitare della Regia Aeronautica destinata alla formazione aeronautica iniziale dei giovani della "Gioventù italiana del Littorio".
Durante la seconda guerra mondiale, nel 1944-1945 l'aeroporto di Bovolone fu anche sede di un gruppo di bombardieri a tuffo della Luftwaffe (il Nachtschlachtgruppe 9) equipaggiato con gli Junkers Ju 87 Stuka, mentre il comando trovò sede in un'ala di Villa Gagliardi.

### Simboli

Stemma del comune di Bovolone
Gonfalone del comune di Bovolone

Lo stemma, simbolo della comunità, riportato anche sul gonfalone comunale quale stendardo ufficiale di rappresentanza, ottenne il riconoscimento il 19 luglio 1931 a firma dell'allora capo del Governo, Benito Mussolini e l'iscrizione dello stesso Comune nel libro araldico descrivendolo con le parole: "Campo di cielo, all'albero di quercia nodrito sulla pianura erbosa verde".
Lo stemma è presente sulla campana "Grossa", fusa nel 1877: un prato attraversato da un fiume (il Menago) con una quercia lambente le due rive, la rappresentazione adottata dalla "Magnifica comunità di Bovolone" alla metà del Settecento.
Il gonfalone, un drappo di colore azzurro con lo stemma, venne concesso nel 1982 e in seguito arricchito quando il comune di Bovolone ottenne il titolo di "città" nel 1994.

## Monumenti e luoghi d'interesse

### Architetture religiose

#### Chiesa parrocchiale di San Giuseppe
La chiesa parrocchiale di San Giuseppe, detta anche duomo, si trova nella piazza più centrale del paese. Ebbe una lunga storia costruttiva dalla prima pietra posta nel 1844 alla consacrazione nel 1935, con numerose interruzioni e riprese dei lavori. A causa di queste vicende si ispira a diversi stili architettonici: dalla facciata neoclassica, ispirata al Rinascimento veneziano, ai modelli paleocristiani dell'interno.

#### Chiesa dei Santi Biagio, Fermo e Rustico
La vecchia chiesa parrocchiale di Bovolone è intitolata a san Biagio di Sebaste e, inizialmente, ai santi Fermo e Rustico. Le sue origini risalgono al XII secolo e venne costruita in stile romanico e rimaneggiata nel Quattrocento e nel Settecento in stile neoclassico.
Attualmente l'edificio è utilizzato come oratorio, ma fu chiesa parrocchiale a partire dal XIII secolo fino al 1945, quando venne costruita la nuova chiesa parrocchiale di San Giuseppe.
Conserva alcune pale cinquecentesche e una Pietà probabilmente quattrocentesca.

#### Chiesa parrocchiale di Sant'Agostino

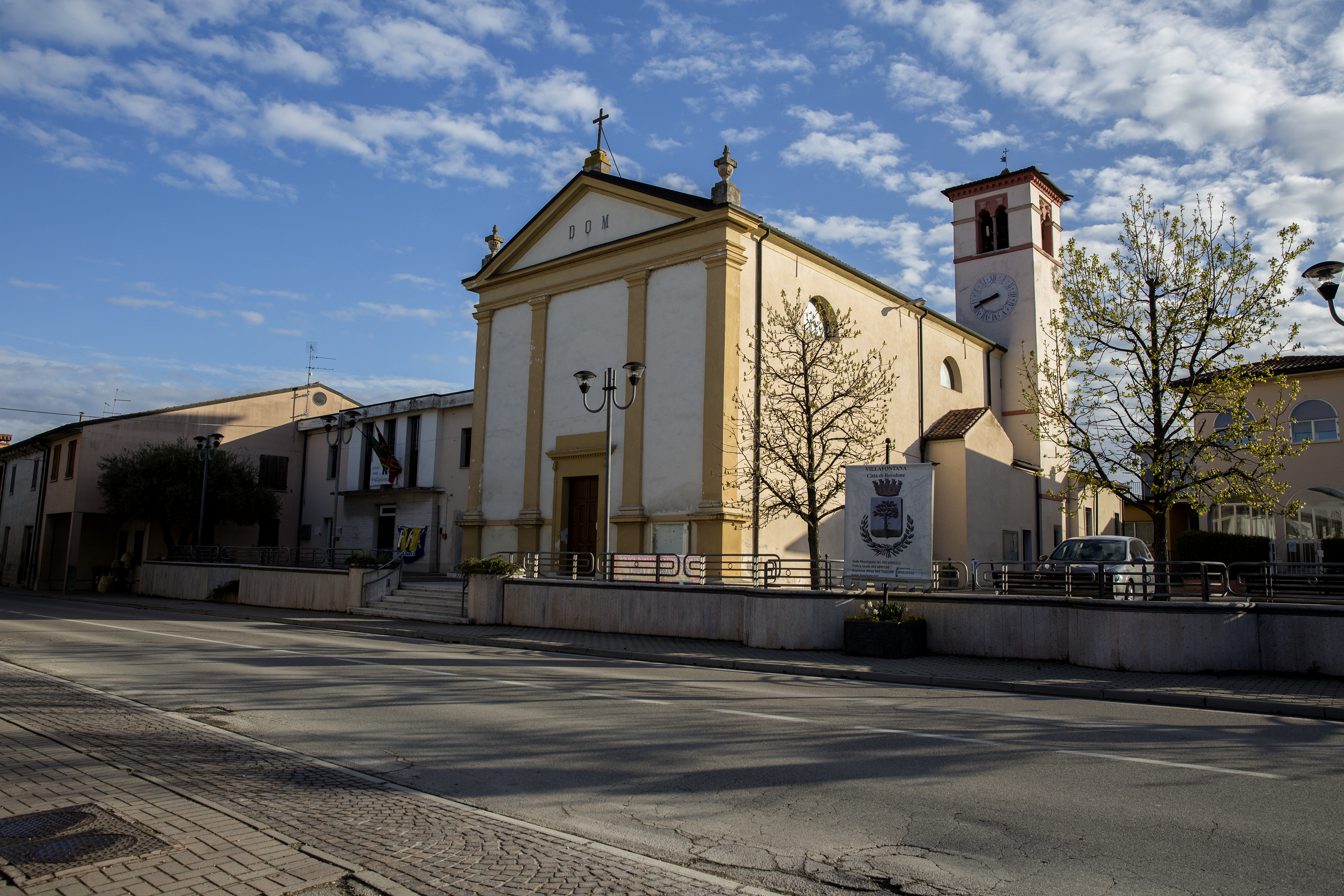
Chiesa parrocchiare di Villafontana

La chiesa di Sant'Agostino fu eretta nel Cinquecento nella frazione di Villafontana, di cui si hanno tracce già dal 1400 come piccolo centro agricolo, e divenne chiesa parrocchiale, staccandosi dalla chiesa madre di Bovolone, nel 1583. Sostituì una più antica cappella dedicata a san Giovanni Battista. La parte più antica che si conserva è l'abside e al suo interno è possibile ammirare una trecentesca statua della Madonna delle Grazie. 

#### Cappella di San Pietro
La presenza della cappella di san Pietro, nella omonima contrada, è attestata nel 1454, ma doveva esistervi una cappella, dipendente dalla pieve di Bodolone anche in epoca più antica Nella muratura sono reimpiegati blocchi di recupero di epoca romana.
L'oratorio venne eretto su un dosso sabbioso, con la facciata rivolta verso la villa dei conti Cappello, inizialmente su un terreno appartenente alla pieve di Bovolone. Verso la fine del XV secolo passò in proprietà della famiglia comitale veneziana dei Cappello e divenne cappella della residenza. Nel 1569 il conte Gerolamo Cappello la istituì in "cappellania" e la dotò di un cappellano, facendo erigere, a fianco dell'oratorio, l'abitazione per lo stesso e la sacrestia.
In un disegno risalente al 1716 sono visibili un corpo di fabbrica sul lato destro, identificabile come una navata laterale, un piccolo edificio situato a ridosso della parte posteriore del lato sinistro, un'abside semicircolare e un campanile, posto sull'angolo destro della facciata. L'abitazione del cappellano si trova, staccata dall'edificio, presso la parte posteriore del lato destro.
Verso la metà del Settecento i conti Cappello fecero restaurare l'edificio: venne eliminata la navata laterale, fu demolita e ricostruita l'abside e venne eretto un nuovo campanile nella parte posteriore della chiesa; venne inoltre costruita una facciata classicheggiante, con un portale rettangolare in tufo lavorato con cornici a orecchioni.
La cappella, insieme con la villa, passò in eredità ai marchesi Cavalli di Ravenna nel 1847. Nel 1966 fu ancora restaurata dal proprietario, l'avvocato Leonello Rossi di Padova.
L'interno si presenta a navata unica, con un ordine di paraste a capitelli ionici che sorregge il cornicione.
L'altare settecentesco, in marmo bianco, presenta un'ara decorata sulla quale poggiano due colonne che sorreggono cherubini e al centro della cimasa è presente un'effigie del Padre Eterno. Un tempo era collocata sopra l'altare una pala raffigurante San Pietro, che venne rubata in tempi recenti.

#### Santuario della Madonna della Cintura
Il santuario della Madonna della Cintura detto anche "santuario della Beata Vergine del Molinello", fu edificato dall'arciprete don Barbieri e dagli abitanti della "contrada Madonna" tra il 1649 e il 1650. È stato meta di pellegrinaggi e conserva dipinti raffiguranti la Madonna e un organo seicentesco.
Nel 1730 fu innalzato il campanile. Nel 1796 venne danneggiato e spogliato dalle truppe napoleoniche e fu restaurato agli inizi del Novecento.

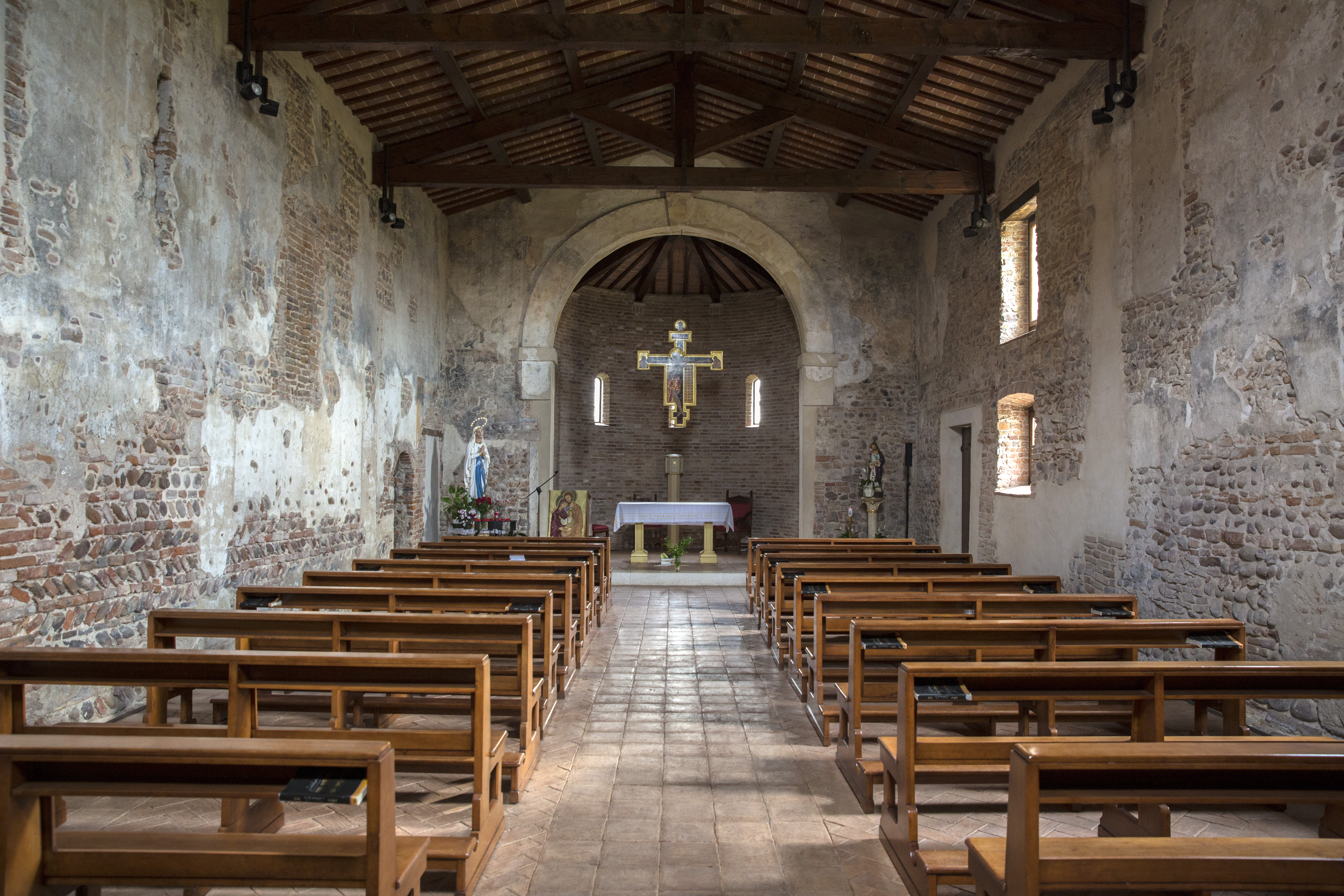
Interno della Pieve di San Giovanni in Campagna

#### Pieve di San Giovanni Battista in Campagna
La pieve di San Giovanni Battista in Campagna o "pieve di San Giovanni Decollato" (chiamata anche "pieve di San Zuane") si trova a circa 4 km nella campagna, ai confini con Concamarise e Salizzole.
Vi si trovavano una chiesa pre-romanica e un battistero. Sono noti restauri nel Cinquecento.
La chiesa fu sconsacrata alla fine del Settecento, e venne usata per scopi agricoli, mentre il battistero, del quale recenti scavi archeologici hanno portato alla luce il fonte battesimale, fu trasformato in oratorio e conserva affreschi settecenteschi.

#### Oratorio di Santa Maria al Bosco
L'oratorio venne costruito verso la metà del Settecento su richiesta della nobile famiglia Bianchi, che possedeva la tenuta Bosco, dove si trovava anche una casa padronale con corte annessa, e la tenuta Menghera, situate a circa 4 km dal centro di Bovolone. Nel 1754 don Girolamo Bianchi, dopo aver ottenuto il consenso da parte delle autorità religiose, incominciò a proprie spese l'erezione del piccolo luogo di culto, che venne poi dedicato alla Madonna, a san Girolamo e san Francesco.
Nel 1817 passò alla famiglia Pojana e nel corso del Novecento alla famiglia Schiavoni, che collocò sull'oratorio una lapide con i nomi dei reduci della prima guerra mondiale dalla contrada Bosco e della contrada Spin.
La facciata è coronata da timpano triangolare e presenta un portale in tufo con un architrave sorretto da due mensole su cui si apre una lunetta che illumina l'interno. L'oratorio ha inoltre una torretta campanaria.
L'interno è a unica navata ed è presente un'abside semicircolare di dimensioni limitate; l'altare è inserito in un arco, dove un tempo era collocata una tela con San Girolamo, oggi scomparsa. Ai lati dell'altare due porte conducono a quella che un tempo era la sacrestia. Rimane all'interno solo un'acquasantiera a conchiglia in marmo rosso di Verona.

### Architetture civili

#### Corte Cappello
Nel 1490 Girolamo Capello, della famiglia patrizia veneta dei conti Cappello, ottenne dal vescovo Michiel il possesso del fondo Seccavezza con locazione perpetua.

#### Villa Tosi alla Madonna
La villa, esempio di corte rurale veronese, di origine cinquecentesca, appartenne alla nobile famiglia veronese dei Tosi, che ebbe molta influenza politica sul territorio di Bovolone. L'intero complesso venne restaurato completamente verso la metà del Settecento.

Il portone d'ingresso alla corte è decorato con statue raffiguranti personaggi mitologici. All'interno delle villa si conservano dipinti a tempera rappresentanti paesaggi inseriti entro cornici in stucco.

#### Corte Montagna
Il complesso originario di questa elegante corte rurale risale al XV secolo. Sorge in località Canton, in prospetto alla campagna che si dirige verso il Bosco di Bovolone.

L'edificio necessiterebbe di un lavoro di recupero e restauro conservativo. Al suo interno sono ben visibili affreschi e decorazioni che ci riportano all'antico splendore di cui godeva tale palazzo. Al suo esterno sono presenti un particolare giardino e, su una delle quattro colonne del cancello d'ingresso diretto verso la campagna, è rimasta una delle 4 statue che un tempo padroneggiavano l'accesso alla villa e che raffiguravano le 4 stagioni (una delle quattro è stata di abbattuta negli anni duemila per opera di un automezzo).

Corte Montagna ha subito rimaneggiamenti nel corso del XVII secolo e del XVIII secolo.

#### Palazzo Corte Salvi
L’edificio che sorge in Piazza Costituzione era inserito all’interno di un più ampio complesso edilizio il quale comprendeva la corte patronale, demolita per lasciar spazio all’attuale Banca Popolare di Verona e altri annessi rustici a servizio dell’attività rurale.
La corte, era non più esistente e soppiantata dall’enorme sviluppo urbanistico avvenuto a Bovolone negli anni ’60 del secolo scorso era inserita all’interno del perimetro delineato dalle attuali vie Garibaldi, Cavour e Battisti per circa 4,5 campi ed includeva vari fabbricati, l’orto ed il brolo.
L’attuale Palazzo Corte Salvi fino agli inizi del Novecento ospitava i lavoratori della corte e era affiancato da entrambi i lati da barchesse utilizzate come stalle e ricovero per attrezzi. I giardini anteriori al Palazzo erano parte integrante della corte che per altro era delimitata da un muro, prospiciente l’attuale Via Garibaldi.
Nei primi anni del 1900 il Palazzo divenne una locanda, la quale ospitava 3 camere doppie e 7 camere singole. Mentre le barchesse a sud del Palazzo (verso l’attuale via Cesare Battisti) vennero demolite per far spazio a 4 villette liberty, quelle a nord vennero conservate ed utilizzate come ricovero dei cavalli. La “Locanda con stallo” venne gestita dalla famiglia Fibbia fino al 1929.
In quegli anni mentre la casa patronale collocata su via Garibaldi passò in proprietà della Banca Popolare, la quale operò una prima ristrutturazione dell’edificio, Palazzo Corte Salvi venne individuato dall’allora Amministrazione comunale come nuova sede municipale (ecco perché è ancora presente la scritta “MUNICIPIO” impressa sulla facciata). Nel 1931 il Comune acquistò l’area e abbatté i rustici rimasti e il muro su via Garibaldi e realizzò una strada di collegamento tra le vie Garibaldi e Cavour intitolata “Via 4 Novembre”.
Nel 1933 venne ristrutturata la facciata dell’edificio Palazzo Corte Salvi e vennero abbelliti i giardini antistanti ad esso. Vennero sistemate le cornici delle finestre, costruito il poggiolo e un corpo centrale sormontato da timpano triangolare nel quale si apre una trifora di colonne.
L’edificio rimase sede municipale fino agli anni Novanta del Secolo scorso quando i locali amministrativi della Città di Bovolone vennero trasferite nel Palazzo Vescovile in Piazzale Scipioni.
Un particolare dell’edificio è la presenza di un orologio a pesi collocato nel timpano dell’edificio dall’alto valore artistico in quanto realizzato dal maestro Nunzio Bacciga di Cologna Veneta.
L’edificio è diventato sede di molte associazioni del Comune di Bovolone tra cui l’Associazione Proloco Bovolone.

#### Palazzo vescovile

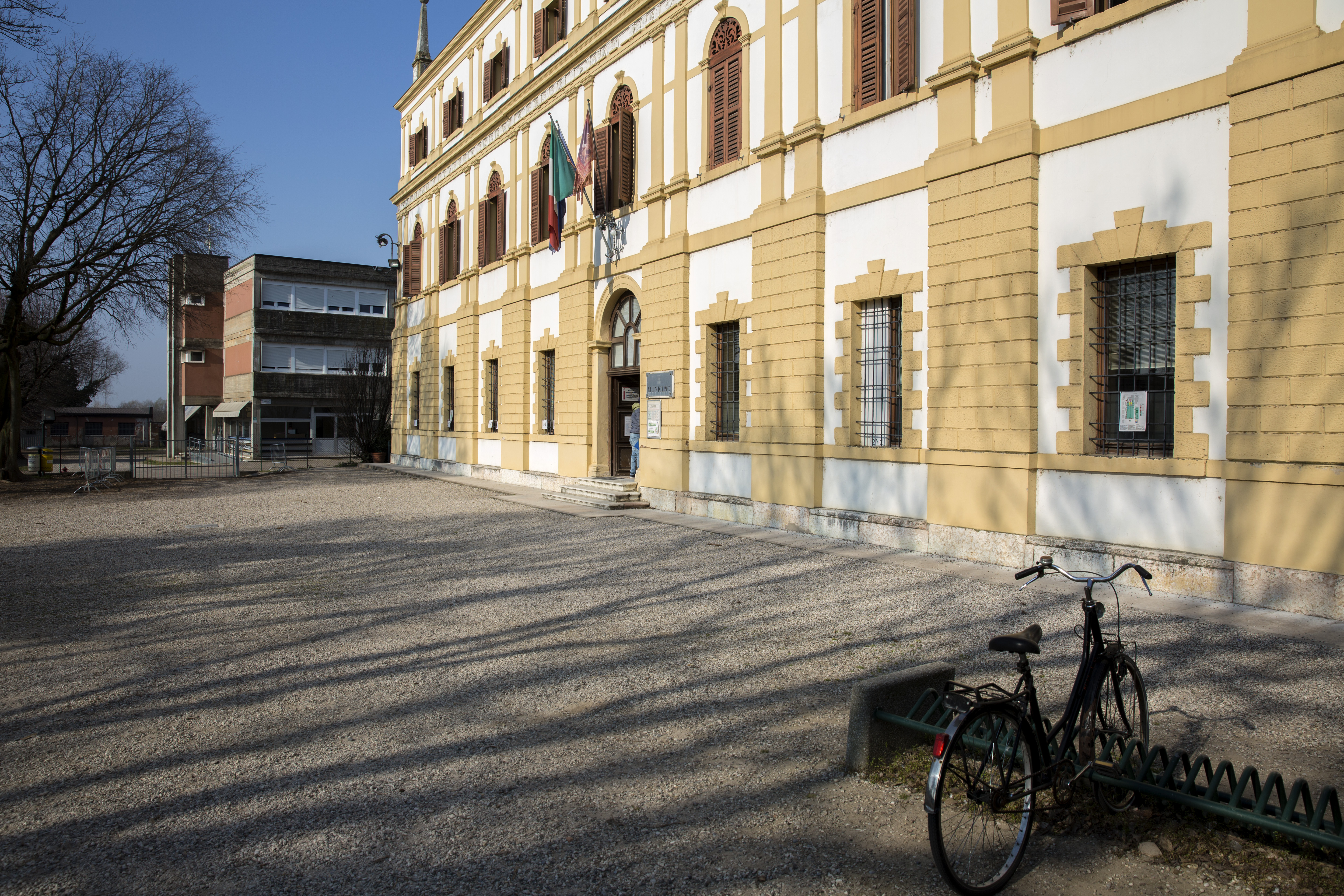
Palazzo Vescovile, sede del Municipio di Bovolone

La prima struttura risale al 1450 circa quando il Vescovo di Verona Ermolao Barbaro decise di trasferire qui la sua corte rispetto al centro della città, dove oggi si trovano l’Oratorio San Biagio e il Duomo di San Giuseppe: come mostrato da alcuni documenti e mappe di fine ‘500 e inizio ‘600, l’area era delimitata su tre lati da un alto muro merlato e sul quarto dal fiume Menago. Lungo il muro si innalzavano sei torri merlate e l’accesso avveniva sia attraverso un grande portale fortificato e dotato di merli contrapposto sia ad un portale simile per l’accesso dal Menago. Di tutto quel grande muro rimane oggi solo questa parete, rinforzata con alcuni lavori più moderni a partire dagli anni ’70.
Il giardino, recentemente rinominato Parco Vescovile - Stadecken Elsheim in onore del lungo Gemellaggio tra le due città, era ricco di alberi fino a qualche decennio: nel tempo molto del giardino è stato rivisto e oggi è luogo di eventi culturali come spettacoli di cinema, teatro e rievocazioni medioevali.
La struttura attuale è del ‘700 e riprende la tipica suddivisione di una villa veneta: un ingresso a corridoio da cui si aprono diversi collegamenti secondari alle stanze di servizio. Fu il Vescovo Gian Andrea Avogadro che sul finire del XVIII secolo iniziò un’importante campagna di lavori nel palazzo trasformandolo verso la forma attuale: vennero demolite le torri e la recinzione merlata e ridotte le dimensioni del giardino; venne modificato l’ingresso realizzando il nuovo portale, ad oggi portone al Parco, ornandolo con vasi, pigne ed obelischi e due statue, oggi conservate e protette, una sostenente l'Arena di Verona, l'altra un otre a simboleggiare il connubio tra la città e la fertile terra bovolonese; fu inglobato il “Colombaron” e rifatta la facciata a cui vennero aggiunte le insegne episcopali, la Mitria ed il Pastorale; infine, sul tetto vennero posti una balaustra e otto obelischi in pietra oggi ancora visibili.
Il complesso passò di proprietà del Comune nel 1959 dopo essere stato in possesso di Giona Scipioni, da cui prende il nome la scuola elementare e la Piazza antistante al parco; negli ultimi anni sono state fatte le maggiori opere di ristrutturazione e sistemazione dei locali e ancora oggi il complesso è oggetto di rinnovo e attenzioni continue da parte delle diverse Amministrazioni.
Nella parte posteriore del complesso si trovano la sede della Polizia Locale e la Biblioteca; al di sotto di quest’ultima si trovano le Cantine del Vescovo, antico deposito di alimenti per la loro conservazione, recentemente restaurato e adibito sala per la mostra perenne del mobile antico di Bovolone, spazio per mostre d’arte o eventi culturali e luogo per la celebrazione di matrimoni civili.

#### Altri edifici

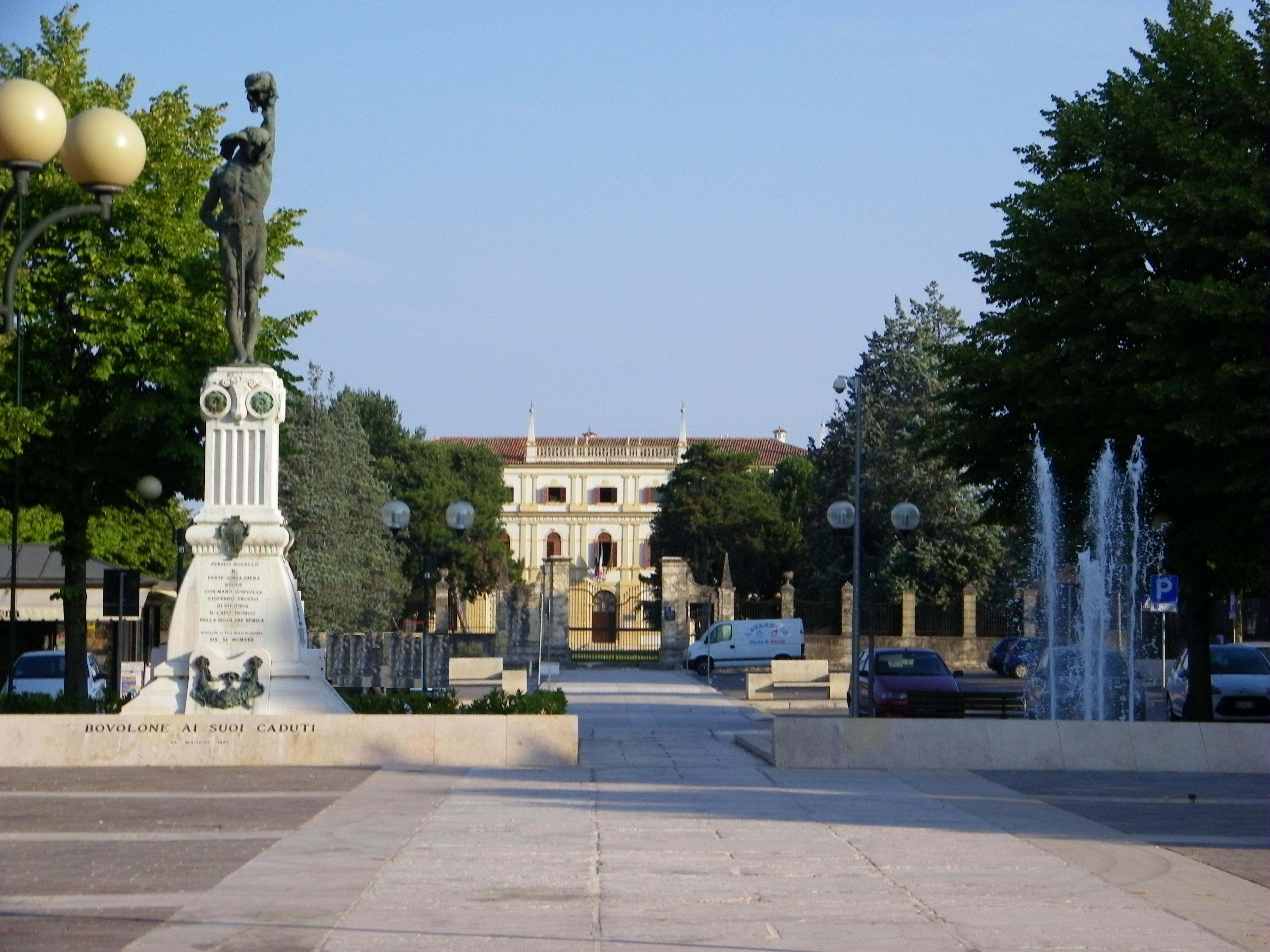
Piazza Scipioni con il Palazzo Vescovile sullo sfondo

- Palazzo vescovile - XII secolo (sede del municipio, della Biblioteca e della Polizia Locale)
- Palazzo Corte Salvi
- Villa Baldoni
- Villa Bellinato
- Villa Botagisio
- Villa Bosco-Poiana
- Villa Gagliardi - XVII secolo
- Villa Noris
- Villa Panteo Zampieri
- Villa Piatton
- Villa Tebaldi-Maestrello (XIII secolo)

### Aree naturali

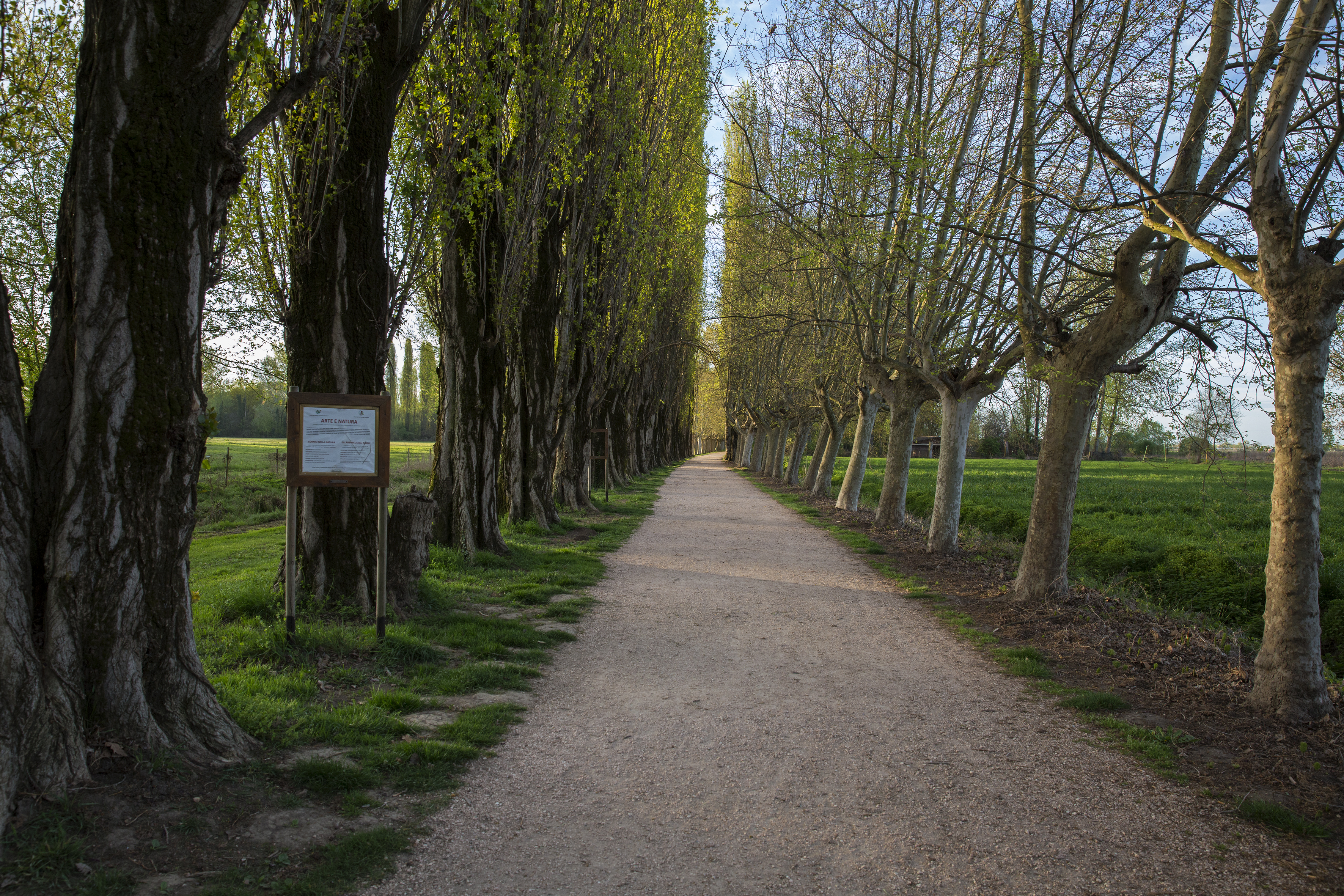
Vista del Parco della Valle del Menago

Il Parco Valle del Menago è nato dal recupero della grande zona umida posta a ovest del paese e si estende su una superficie totale di 35 ettari.
È dotato di attrezzature sportive, didattiche (un percorso archeologico e uno botanico) e ricreative; sono stati realizzati 3,5 km di piste ciclabili, 7 km di sentieri per le passeggiate, 2 km di percorso della salute attrezzato con 16 stazioni. Sono stati ricreati anche due boschi con carpini, tigli, platani, querce e salici, denominati "Bosco di sopra" e "Bosco di sotto".

## Società

### Evoluzione demografica
La popolazione comunale di Bovolone ha sempre assistito a un aumento costante, fin dalla seconda metà del XIX secolo, aumento che ha subito una forte impennata con il boom economico degli anni sessanta del Novecento fino ai giorni nostri. In questi anni la popolazione si sta stabilizzando e non cresce più come nel recente passato.
Il centro abitato del capoluogo di Bovolone è uno dei più compatti e più popolati tra i comuni della provincia di Verona ed è al centro di un'area di circa 40 000 abitanti formata dai comuni di Oppeano (10 000 abitanti), Isola Rizza (3 330 abitanti), Roverchiara (2 800 abitanti), San Pietro di Morubio (3 000 abitanti), Concamarise (1 100 abitanti) e Salizzole (3 800 abitanti), oltre che alla frazione di Tarmassia, nel comune di Isola della Scala (1 000 abitanti) e di Asparetto, nel comune di Cerea (1 000 abitanti).
Abitanti censiti

Al 1º gennaio 2013 la popolazione di Bovolone ammontava a 16 050 abitanti suddivisi in:
| Pos. | Zona                             | Popolazione    |
| ---- | -------------------------------- | -------------- |
| 1    | Caltrane-Canton-Madonna          | 2 890          |
| 2    | S. Pierino                       | 2 650          |
| 3    | Bovolone Centro storico          | 2 600          |
| 4    | Crosare                          | 2 410          |
| 5    | Casella                          | 2 230          |
| 6    | Aie-Bellevere                    | 2 100          |
| 7    | Villafontana (parte bovolonese)  | 780 (su 1 600) |
| 8    | ZAI Zona artigianale industriale | 390            |

### Etnie e minoranze straniere
Al 31 dicembre 2021 sul territorio di Bovolone risultavano residenti 2 002 stranieri ovvero il 12,42% della popolazione totale. Di seguito sono riportate le nazionalità più diffuse di cittadini stranieri residenti nel comune:
| Pos. | Cittadinanza | Popolazione |
| ---- | ------------ | ----------- |
| 1    | Romania      | 607         |
| 2    | Marocco      | 440         |
| 3    | Albania      | 317         |
| 4    | Moldavia     | 115         |
| 5    | Nigeria      | 72          |
| 6    | India        | 50          |
| 7    | Sri Lanka    | 49          |
| 8    | Ucraina      | 33          |
| 9    | Cina         | 32          |
| 10   | Serbia       | 27          |

## Cultura

### Manifestazioni
- Festa della Befana (gennaio, in tutte le contrade)
- Fiera agricola San Biagio (gennaio, Area fieristica cittadina in Piazzale Aldo Moro)
- Carnevale Bovolonese (febbraio-marzo)
- Commedia di Carnevale a cura della Compagnia Teatrale Fildefer dal 1975 (ogni anno, le ultime 4 serate di Carnevale)
- Festa di San Giovanni Battista (24 giugno, località San Giovanni)
- Sagra del susino (ultima settimana di giugno, quartiere San Pierino)
- Processione del Corpus Domini (giugno)
- E sta a te vivere Bovolone (serate estive nei mesi di giugno, luglio e agosto)
- Il Teatro vien di Notte (Rassegna teatrale nel Parco Vescovile del Palazzo Comunale)
- Cinema d'estate (Rassegna cinematografica nel Parco Vescovile del Palazzo Comunale)
- Sagra di San Luigi (prima settimana di luglio, frazione Villafontana)
- Festa di Bacco (prima decade di luglio, quartiere Casella-Baldoni)
- Festa dello sportivo (seconda decade di luglio, quartiere Crosare)
- Sagra della Madonna della Cintura e Festa d'estate (agosto, quartiere Caltrane-Canton-Madonna)
- Sagra di San Agostino (agosto, frazione Villafontana)
- Bovolone Legge (eventi librari in Biblioteca, seconda parte di Settembre)
- Castagnata di S. Martino
- Festa di Santa Lucia (13 dicembre)
- Rassegna dei presepi (periodo di Natale)

Il mercato settimanale, di antica tradizione, si tiene ogni martedì mattina nel Piazzale Aldo Moro.

## Geografia antropica

### Suddivisioni storiche
- Caltrane-Canton
- Casella
- Crosare: nome di una importante contrada cittadina, odierno quartiere, in cui si incrociano due arterie stradali principali (verso Concamarise, Salizzole e Isola della Scala): da questo incrocio di strade prende il nome alla contrada (dalla voce dialettale crosara" appunto).
- San Pierin o San Pierino: nome del quartiere a sud del centro abitato, che prende il nome da San Pietro, a cui è intitolata la chiesa ivi presente eretta nel 1454.
- Villafontana

### Suddivisioni amministrative
Il capoluogo comunale raccoglie la maggior parte della popolazione ed è suddiviso in sei zone:
- Centro storico
- Aie-Bellevere-Stadio
- Caltrane-Canton-Madonna
- Casella-Baldoni
- Crosare
- San Pierino.

È presente un'unica frazione di Villafontana, in condivisione con i comuni di Isola della Scala e Oppeano, che si sviluppa lungo la strada provinciale SP2 che conduce a Verona e che segna anche il confine tra i comuni da cui è amministrata.
Inoltre sono molto vicine all'abitato di Bovolone le località di Mazzantica (comune di Oppeano), di Merle (comune di Isola Rizza) e il capoluogo comunale di Salizzole.

#### Quartiere Aie-Bellevere-Stadio

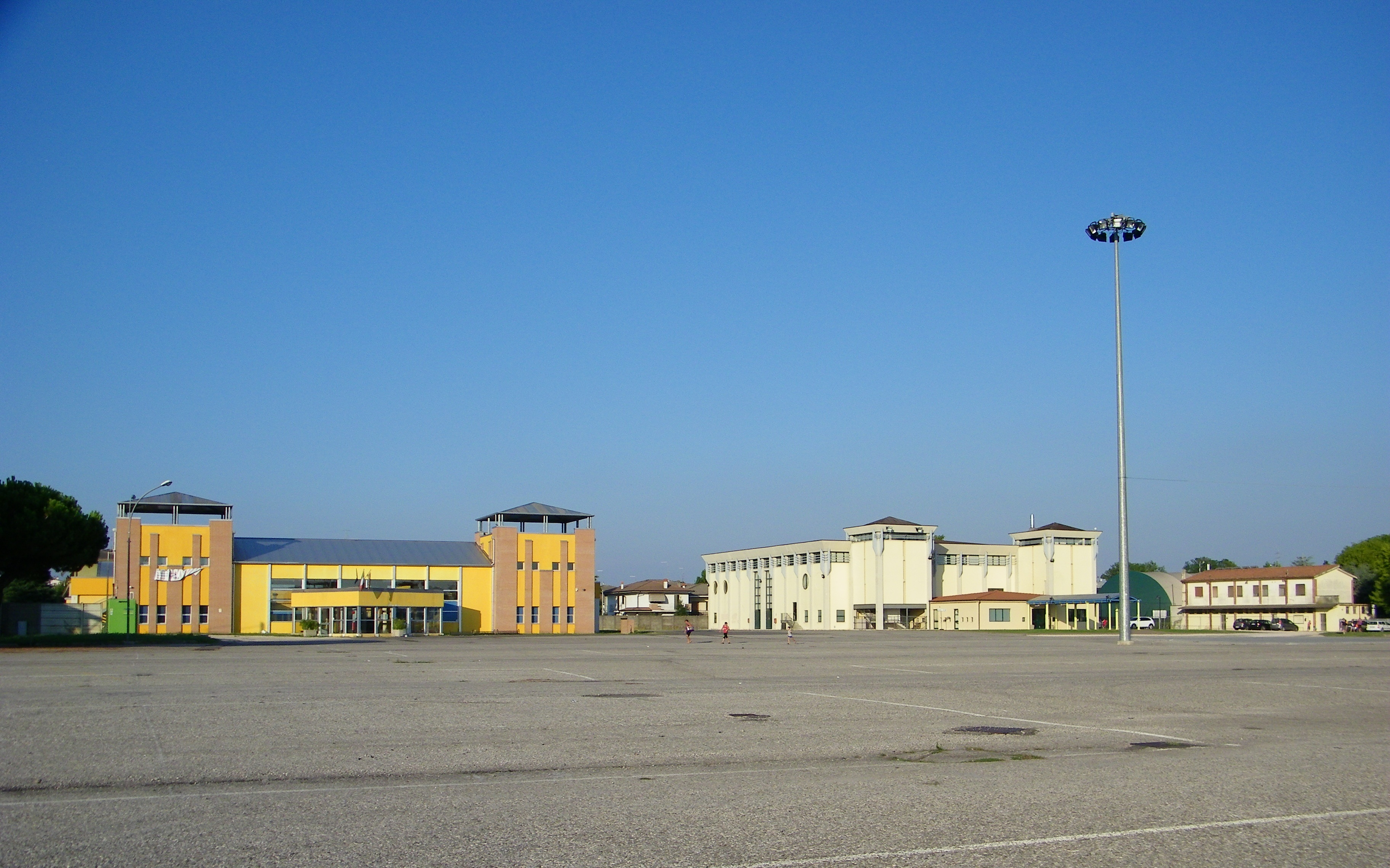
Piazzale Aldo Moro (piazzale mercato) in zona Aie

Si trattava di una zona rurale in direzione della località denominata Bellevere, posta qualche chilometro fuori paese in direzione sud-est, dove erano presenti solo insediamenti agricoli. Alla fine degli anni settanta la realizzazione da parte dell'amministrazione comunale dei nuovi impianti sportivi (stadio, piscina, campi da tennis, aree verdi) e del piazzale Aldo Moro, destinato a divenire sede dalla fiera agricola di San Biagio e poi del mercato settimanale ne ha determinato lo sviluppo, con la costruzione di edifici a scopo residenziale e in piccola parte commerciale. Verso la metà degli anni ottanta venne lottizzata anche l'area compresa tra le vie Valbauzzo e Bellevere, dando vita a un nuovo quartiere residenziale, che ha preso il nome di Aie, da una cascina preesistente.
Negli anni duemila sono stati realizzati il palazzetto dello sport "Le Muse" e un istituto scolastico.

#### Quartiere Caltrane-Canton-Madonna
Situato a nord-est del centro, si sviluppa tra le zone produttive a nord, il fiume Menago a ovest e la zona dell'ospedale San Biagio a sud. È stata zona agricola con alcune cascine e corti (corte Caltrane, corte Canton, corte Tosi), con case lungo la strada principale del paese che conduce verso Villafontana e Verona. Dagli anni sessanta in poi la zona si è urbanizzata in seguito all'installazione di numerose attività artigianali, legate alla lavorazione del mobile d'arte in stile.
In località Madonna, sempre lungo la stessa strada sorge un santuario dedicato alla Madonna della Cintura, immediatamente prossimo ai due cimiteri.

#### Quartiere Casella-Baldoni
Il quartiere si trova nella zona est del territorio comunale oltre l'ospedale San Biagio, lungo le direttrici che conducono verso i comuni limitrofi di Oppeano e Isola Rizza.
Negli anni trenta vi ebbe sede un aeroporto, ospitante la scuola di volo senza motore e sede alla fine della seconda guerra mondiale del 72º gruppo IT dell'aeronautica militare italiana.
Alla zona di più antica origine (zona Casella, un borgo a circa 2 km dal centro), si è aggiunto lo sviluppo sul finire degli anni cinquanta e sessanta della zona di via Baldoni (dal nome di una corte rurale), in seguito all'installazione di attività artigianali mobiliere.
Presso il centro sportivo contradale Casella è stato creato un museo riguardante arti e mestieri delle civiltà rurali contadine; inoltre è presente un'officina per la creazione di carri allegorici.

#### Quartiere Crosare
Il quartiere sorge nella parte ovest del territorio comunale, oltre il fiume Menago e il suo nome deriva dall'incrocio di due assi viari che conducono verso Isola della Scala, Salizzole e la località Campagne, importante un tempo per la presenza della pieve con annesso una fonte battesimale.
Nella zona sono attestati ritrovamenti di insediamenti terramaricole su palafitte, presso le località di Prato Castello e di Gesiole.
L'abitato, il quale al 2011 contava circa 2 500 abitanti, si sviluppa quasi unicamente lungo le arterie stradali, insieme con numerosi insediamenti sparsi sul territorio, con alcune imprese artigiane legate per lo più alla fabbricazione del mobile d'arte in stile.

#### Quartiere San Pierino

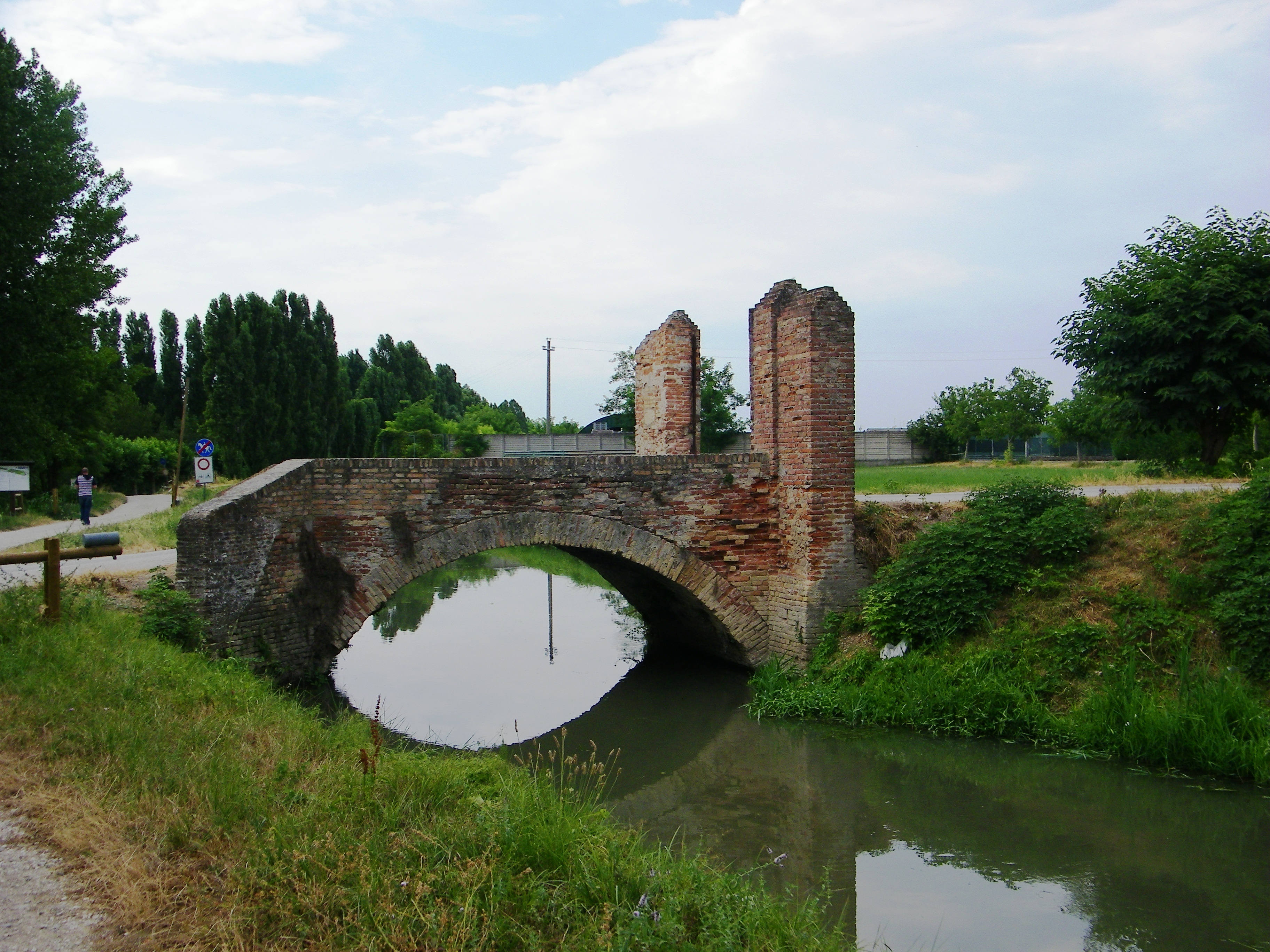
Ponte "dei Restei", entrata secondaria del Parco Valle del Menago

San Pierino è il quartiere compreso tra il fiume Menago e la ferrovia Verona-Legnago-Rovigo, situato a sud rispetto al centro. Si sviluppa lungo la strada provinciale SP2 che conduce verso Cerea e Legnago ed è formato anche dalla zona Creari e altre zone di edificazione più recente.
Lungo via San Pierino che fino all'inizio del Novecento ospitava alcune dimore dei proprietari terrieri della zona (come i conti Cappello), si sono sviluppate nel secondo dopoguerra attività legate alla produzione mobiliera. La via si presentava fino a qualche decennio fa, come un lungo susseguirsi di vetrine e mostre di mobili. Negli ultimi anni, soprattutto per la crisi che ha colpito questo settore, si sta assistendo a un cambio funzionale di questi spazi i quali vengono riconvertiti in attività economiche di altro genere.
Sono presenti alcune dimore signorili, la cappella di San Pietro e il ponte dei Restei sul fiume Menago, in mattoni, che permette di raggiungere l'area naturale del parco Valle del Menago.

#### Altre località
Al di fuori dell'abitato di Bovolone sono presenti diverse località, spesso di carattere rurale e agricolo:
- nella parte nord del territorio comunale sono presenti le località di Montagne, Campolongo, San Francesco;
- a est le località di Spartidori, Turrina,Le Merle, Bellevere, Spin, Sprea, Bosco, Cà Brusà;
- a ovest invece si trovano le località di Novarina, Dosso, Valsegà, Malpasso, Fabbriche, Dossi, Gesiole;
- a sud infine ci sono le località di Creari, Le More, Piatton, San Giovanni, Saccavezza, Malagnina, Le Volpine, Campagne, Casotton, Finilon, Fondo, Farfusola.

## Economia
Nel 1580 lo storico veronese Canobio descriveva il paese come uno tra i più importanti e sviluppati di tutta la provincia, centro agricolo e commerciale di notevole importanza.
La popolazione era di 2 000 abitanti già agli inizi del XVII secolo, quando Bovolone era anche conosciuto per la sua annuale fiera agricola detta di "San Biagio", fondata nel 1278 e per il suo mercato settimanale il martedì.

### Agricoltura
Il territorio fa parte dell'area di produzione del riso nano Vialone Veronese che viene coltivato su terreni della pianura veronese irrigati con acqua di risorgiva.
La coltivazione del tabacco viene praticata fin dai primi del Novecento, in particolare per quanto riguarda il tabacco da pipa e si sviluppò particolarmente nel secondo dopoguerra. Sono sorte sul territorio cooperative per la lavorazione, l'essiccazione e la commercializzazione del prodotto. Nel novembre 2007 Bovolone è stata intitolata insieme con Città di Castello (PG) e Francolise (CE)) "città del tabacco".
Altre realtà economiche di un certo rilievo sono le colture cerealicole nonché la produzione di frutta e verdura.

### Artigianato
L'artigianato della produzione e riproduzione del mobile d'arte e in stile costituisce la principale realtà economica sul territorio.
Sulla strada provinciale SP2 che da Verona porta a Legnago, lungo il fiume Menago si sviluppa la "zona del mobile d'arte", che arriva fino a Cerea. Bovolone si considera "città del mobile classico".
La lavorazione del legno fu incominciata dopo la seconda guerra mondiale con laboratori di restauro e riproduzione di modelli del Settecento veneziano e vi si sono formati numerosi artigiani specializzati nell'intaglio, intarsio e laccatura.
Attualmente sono presenti diverse aziende che producono arredamenti sia in stile sia moderni, mentre si conserva la tradizione del restauro. Alla produzione dei mobili sono legate altre attività artigianali e commerciali.

### Industria
Sono presenti industrie alimentari (biscottificio, riseria, pastificio artigiano e fabbrica di sottaceti e sottolio).
Dai primi anni duemila si sono trasferite nel territorio comunale aziende che operano nel settore della progettazione e della produzione delle energie rinnovabili, che hanno dato vita a un indotto industriale del settore, importante per l'economia comunale.
In alcune aree rurali del territorio di Bovolone, sono nati verso il 2010-2011, alcuni parchi fotovoltaici per la produzione di energia tra cui uno sito in località San Pierino avente una potenza di 756 kWp e un altro sito in località Madonna di circa 1 MWp.

### Servizi

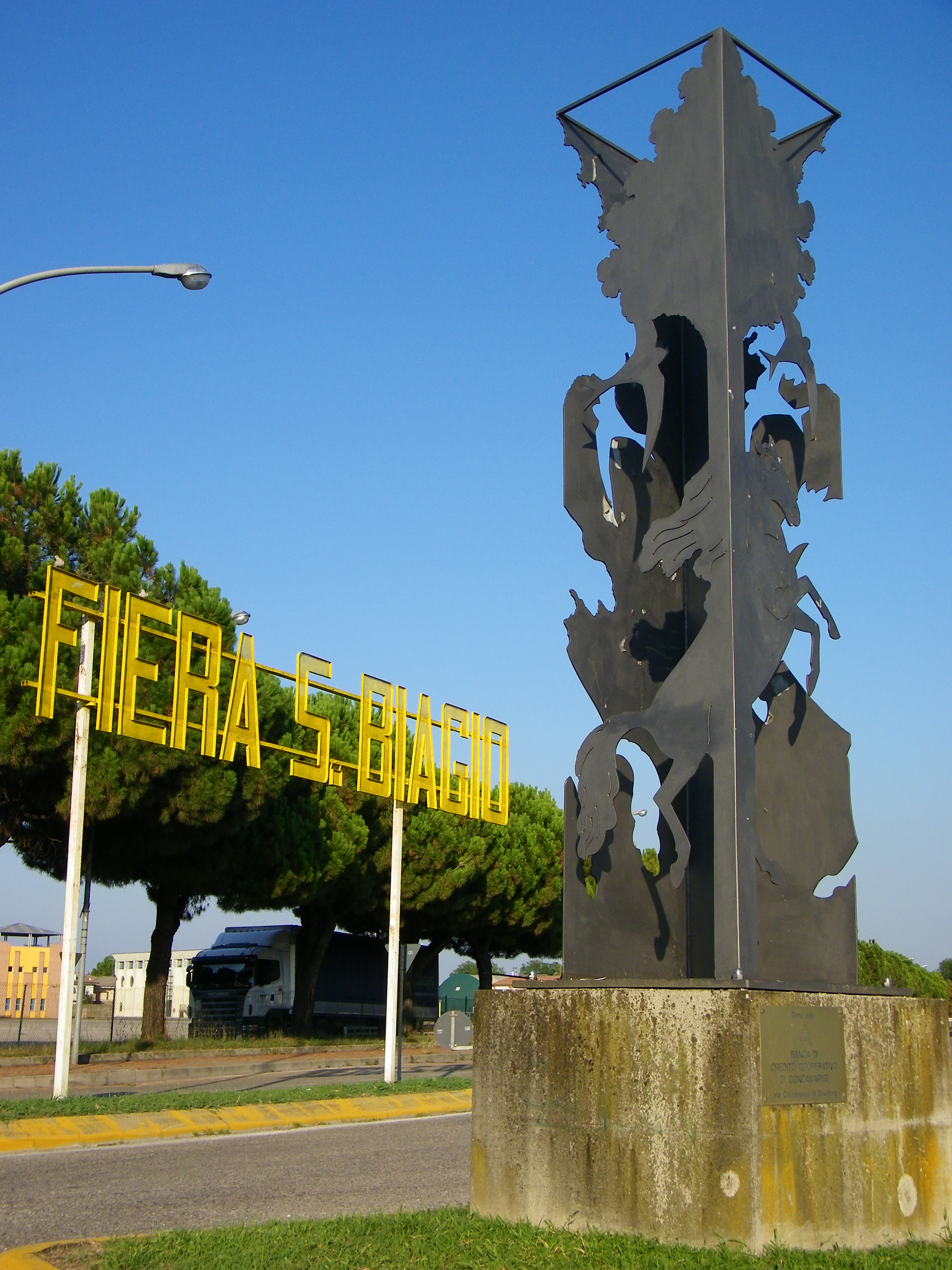
Entrata della area fieristica

#### Fiera di San Biagio
Istituita con questo nome nel 1278, si affermò nei secoli successivi, in quanto bestiame e merci potevano liberamente essere esposte senza il pagamento di nessuna tassa o pedaggio.
Fu intitolata al santo patrono del paese, san Biagio, e si svolgeva nel giorno a lui dedicato il 3 febbraio e nei giorni immediatamente successivi.
La fiera è tuttora attiva come fiera agricola, la prima dell'anno nelle regioni nord-orientali. Viene allestita nell'ampio piazzale adiacente agli impianti sportivi e propone attrezzature agricole, innovazioni tecnologiche per la coltivazione della terra e del tabacco e altre merceologie compresa la gastronomia.

## Infrastrutture e trasporti

### Strade
Il territorio comunale di Bovolone è tagliato in due dalla strada provinciale 2 della provincia di Verona o "Legnaghese destra": su questa principale arteria stradale si sono sviluppati sia il capoluogo sia la frazione di Villafontana. La strada permette collegamenti rapidi e diretti sia con Verona (che dista 22 km), sia con la parte meridionale della sua provincia.
La superstrada strada statale 434 "Transpolesana" è molto prossima al territorio comunale e offre un collegamento veloce sia con Verona e con il sistema delle tangenziali scaligere, sia con Legnago, attraverso le uscite "Oppeano-Bovolone" e "Isola Rizza-Bovolone" (distanti circa 7 km), o attraverso l'uscita "Cà degli Oppi-Villafontana" (situata a 3 km circa). Per i collegamenti verso nord, è anche utilizzata l'uscita "Zevio-8" (posta a metà strada tra Verona e Bovolone).
Un progetto che prevede la creazione di una strada a quattro corsie con caratteristiche autostradali (denominata "Mediana") che dovrebbe ricalcare l'attuale strada provinciale 3 della provincia di Verona con l'obiettivo di collegare le autostrade A22 (casello di Nogarole Rocca) e A4 (casello di San Bonifacio), con lo scopo di creare un collegamento trasversale veloce all'interno del territorio provinciale.
Le strade provinciali che attraversano il territorio cittadino sono:
- SP2 "Legnaghese Destra"
- SP3 "Mediana"
- SP20 "dell'Adige e del Tartaro"
- SP21 "di Villafontana"
- SP21A "di Cà degli Oppi"
- SP24 "del Serraglio"
- SP44B "di Bonavigo"
- SP45 "di Bonavicina"
- SP48 "di Concamarise"
- SP51 "di Raldon"

### Ferrovie

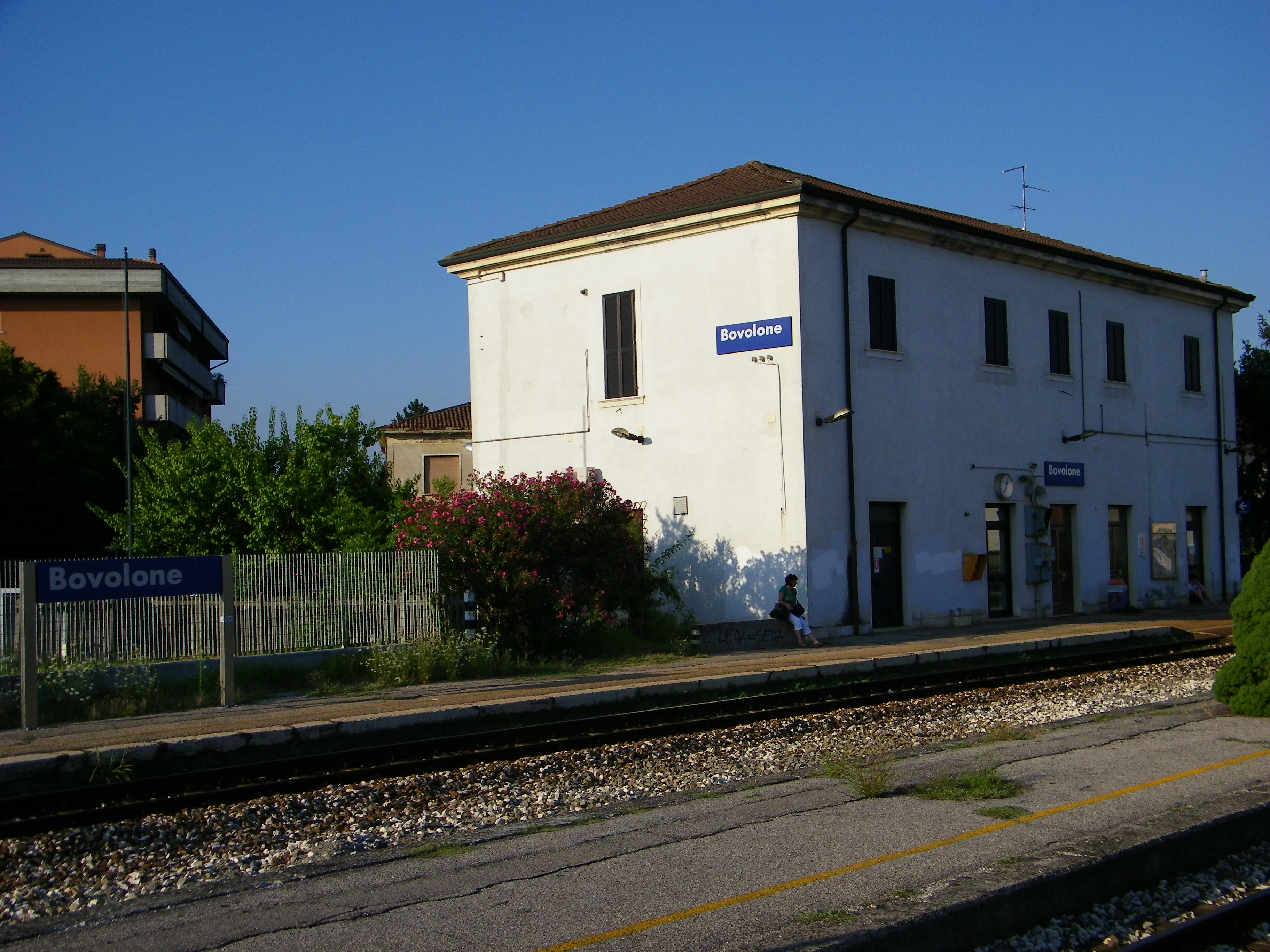
Stazione ferroviaria

Il territorio comunale è attraversato in direzione nord-ovest - sud-est dalla linea ferroviaria Verona-Legnago-Rovigo, sulla quale, in prossimità del centro del paese, è collocata la stazione ferroviaria, risalente al 1877 e ristrutturata nel secondo dopoguerra.
Sia la linea sia la stazione ferroviaria sono gestite da Trenitalia, in collaborazione con Sistemi Territoriali (dal giugno 2009) ed espletano unicamente il servizio di treni regionali. Dal 15 dicembre 2013 la linea è entrata a far parte del sistema a orario cadenzato promosso dalla Regione Veneto che prevede un treno ogni ora nella fascia 6:00-20:00 (frequenza bioraria nei giorni festivi). Tale operazione ha notevolmente migliorato il servizio sulla linea dopo il drastico taglio, effettuato sempre per opera della Regione, nel 2011 in cui erano state eliminate ben 24 corse giornaliere.
Su questa linea ferroviaria era stato paventato, poi accantonato, un progetto di realizzazione di una metropolitana leggera di superficie, che avrebbe permesso un rapido collegamento soprattutto con il capoluogo di provincia (tempo stimato inferiore a 20 minuti) e un aumento della frequenza, oltre che a un ammodernamento della linea e della stazione.

### Mobilità su gomma
Il trasporto pubblico su gomma è effettuato dall'Azienda Trasporti Verona s.r.l. la quale espleta corse giornaliere passanti per Bovolone.
La linea principale è la linea 144 (Verona-Bovolone-Legnago) con frequenza oraria in entrambe le direzioni, o di ogni mezz'ora nelle ore di punta. La linea percorre la strada provinciale 2 ed effettua numerose fermate a servizio dell'intero territorio comunale.
La linea 43 parte sempre da Verona per arrivare a Legnago, ma svolgendo un tragitto differente, tocca gli abitati di Raldon di San Giovanni Lupatoto, di Villafontana di Bovolone, di Bovolone, di Bonavicina di San Pietro di Morubio, di Roverchiara e di Angiari.
Servono inoltre Bovolone la linea 55 bis (Bovolone-Salizzole-Isola della Scala) e la linea B1 (Zevio-Palù-Oppeano-Bovolone-Cerea).

### Piste ciclabili
Sul territorio comunale è presente un numero consistente di percorsi ciclabili, soprattutto lungo le principali arterie stradali del paese e che in alcuni casi si sviluppano in sede propria e, in altri casi, in promiscuità alla sede stradale automobilistica.
La pista ciclabile principale è quella che costeggia la strada provinciale 2, in sede propria, e che permette, salvo delle piccole interruzioni, di percorrere l'intero abitato da nord a sud (da Villafontana, passando per la zona industriale e per il centro storico, fino al quartiere San Pierino). Altre piste ciclabili partono dal centro del paese e si dirigono in direzione ovest (quartiere Crosare e verso Salizzole) e in direzione est (quartiere Casella-Baldoni) e quelle che fiancheggiano le due circonvallazioni realizzate di recente (circonvallazione nord-ovest e circonvallazione sud-est del centro abitato).
Inoltre sono presenti percorsi ciclabili all'interno del parco Valle del Menago, che si sviluppano al suo interno per circa 3,5 km.

### Aeroporti
Nel passato anche a Bovolone esisteva un aeroporto, a partire dal 1938 sede della scuola di volo senza motore. A partire dagli anni sessanta fu inglobato dalla base di addestramento dell'aeronautica militare italiana, la quale esistette fino al 2010.
Dal 1959 al 2010, ebbe sede nel territorio di Bovolone il 72º Gruppo I.T. dell'aeronautica militare, una delle 12 basi missilistiche della 1ª brigata aerea, armata con i sistemi missilistici Nike Ajax e poi Nike Hercules. Il gruppo, finalizzato alla difesa antiaerea e dotato di capacità nucleare, aveva un'altra sede anche nel comune limitrofo di Isola Rizza. Attualmente le due aree, completamente abbandonate dai militari, sono proprietà del demanio militare.

### Prefisso telefonico
Il prefisso telefonico di Bovolone è 045, il prefisso del distretto telefonico di Verona. Bovolone è una delle 10 aree locali del distretto la quale, a sua volta, contiene i settori di Bovolone, Albaredo d'Adige e Zevio.

## Amministrazione
Questo elenco riporta i sindaci, commissari e podestà di Bovolone dal 1866 sino a oggi.
- Dall'annessione al Regno d'Italia al 1925 (sindaci):

| Periodo | Periodo | Primo cittadino    | Partito | Carica      | Note |
| ------- | ------- | ------------------ | ------- | ----------- | ---- |
| 1867    | 1879    | Luigi Pomini       |         | Sindaco     |      |
| 1879    | 1894    | Giovanni Gagliardi |         | Sindaco     |      |
| 1894    | 1895    | Domenico Vaccari   |         | pro-sindaco |      |
| 1895    | 1901    | Pio Pomini         |         | Sindaco     |      |
| 1901    | 1902    | Fabio Isalberti    |         | pro-sindaco |      |
| 1902    | 1905    | Guglielmo Liorsi   |         | Sindaco     |      |
| 1905    | 1907    | Romano Zago        |         | Sindaco     |      |
| 1907    | 1910    | Vittorio Zanetti   |         | Sindaco     |      |
| 1910    | 1910    | Giovanni Pomini    |         | Sindaco     |      |
| 1910    | 1913    | Romano Battistella |         | Sindaco     |      |
| 1913    | 1914    | Remo Gagliardi     |         | pro-sindaco |      |
| 1914    | 1920    | Remo Gagliardi     |         | Sindaco     |      |
| 1920    | 1922    | Luigi Bertelè      |         | Sindaco     |      |
| 1922    | 1923    | Mario Pasti        |         | Sindaco     |      |
| 1923    | 1923    | Accettella         |         | Commissario |      |
| 1923    | 1927    | Gastone Vedovelli  |         | Sindaco     |      |

- Dal 1926 al 1945 (podestà e commissari):

| Periodo | Periodo | Primo cittadino  | Partito | Carica      | Note |
| ------- | ------- | ---------------- | ------- | ----------- | ---- |
| 1927    | 1928    | Condulmer        |         | Commissario |      |
| 1928    | 1937    | Guido Righetti   |         | Podestà     |      |
| 1937    | 1940    | Giovanni Mercati |         | Podestà     |      |
| 1940    | 1940    | Bruno Flangini   |         | Commissario |      |
| 1940    | 1941    | Remo Gagliardi   |         | Commissario |      |
| 1941    | 1943    | Urbano Di Pietro |         | Commissario |      |
| 1943    | 1943    | Francesco Dindo  |         | Commissario |      |
| 1943    | 1945    | Luciano Ferrero  |         | Commissario |      |

- Dalla nascita della Repubblica italiana (sindaci)

| Periodo       | Periodo       | Primo cittadino          | Partito                                                 | Carica                  | Note                                  |
| ------------- | ------------- | ------------------------ | ------------------------------------------------------- | ----------------------- | ------------------------------------- |
| 1945          | 1945          | Angelo Cappa             | Indipendente                                            | Sindaco                 |                                       |
| 1945          | 1946          | Giuseppe Padovani        | Partito Comunista Italiano                              | Vicesindaco             |                                       |
| 1946          | 1946          | Felice Ferrarese         | Democrazia Cristiana                                    | Sindaco                 |                                       |
| 1946          | 1947          | Carlo Fadini             | Democrazia Cristiana                                    | Sindaco                 |                                       |
| 1947          | 1951          | Francesco Dindo          | Indipendente                                            | Sindaco                 |                                       |
| 1951          | 1955          | Felice Ferrarese         | Democrazia Cristiana                                    | Sindaco                 |                                       |
| 1955          | 1970          | Giuseppe Masini          | Democrazia Cristiana                                    | Sindaco                 |                                       |
| 1970          | 1972          | Ivano Nadali             | Democrazia Cristiana                                    | Sindaco                 |                                       |
| 1972          | 1973          | Filippo Fiorini          | Democrazia Cristiana                                    | Sindaco                 |                                       |
| 1973          | 1975          | Guido Migliorini         | Democrazia Cristiana                                    | Sindaco                 |                                       |
| 1975          | 1975          | Sergio Cunego            | Indipendente                                            | Sindaco                 |                                       |
| 1975          | 1980          | Giorgio Meneghello       | Partito Socialista Italiano                             | Sindaco                 |                                       |
| 1980          | gennaio 1983  | Guido Migliorini         | Democrazia Cristiana                                    | Sindaco                 |                                       |
| marzo 1983    | maggio 1985   | Donato D'Amore           | Democrazia Cristiana                                    | Sindaco                 |                                       |
| giugno 1985   | luglio 1990   | Donato D'Amore           | Democrazia Cristiana                                    | Sindaco                 | [ 17 ]                                |
| agosto 1990   | novembre 1992 | Franco Antonio Margonari | Democrazia Cristiana                                    | Sindaco                 | Dimissioni del sindaco                |
| novembre 1992 | dicembre 1993 | Enzo Leardini            | Partito Socialista Italiano                             | Sindaco                 | Sospensione del consiglio             |
| dicembre 1993 | giugno 1994   | Alfredo Galanti          |                                                         | Commissario prefettizio | [ 20 ] [ 21 ]                         |
| giugno 1994   | maggio 1998   | Luigi Lovato             | Lega Nord                                               | Sindaco                 | [ 22 ]                                |
| maggio 1998   | maggio 2002   | Luigi Lovato             | Lega Nord                                               | Sindaco                 | [ 23 ]                                |
| maggio 2002   | gennaio 2007  | Giorgio Mantovani        | Lista civica                                            | Sindaco                 | Sospensione del consiglio             |
| gennaio 2007  | maggio 2007   | Gerardino Mattia         |                                                         | Commissario prefettizio | [ 25 ] [ 26 ]                         |
| maggio 2007   | maggio 2008   | Osvaldo Richelli         | Lista "Per Bovolone Richelli" (UDC-FI-AN)               | Sindaco                 | Sospensione del Consiglio             |
| giugno 2008   | giugno 2009   | Elio Faillaci            |                                                         | Commissario prefettizio | [ 28 ] [ 29 ]                         |
| giugno 2009   | febbraio 2011 | Riccardo Fagnani         | Lista "Lega Nord - Liga Veneta - Bovolone Protagonista" | Sindaco                 | Dimissioni della metà dei consiglieri |
| febbraio 2011 | maggio 2011   | Lucio Parente            |                                                         | Commissario prefettizio | [ 31 ] [ 32 ]                         |
| maggio 2011   | giugno 2016   | Emilietto Mirandola      | Lista "Il Popolo della Libertà - Il Cittadino"          | Sindaco                 | [ 33 ]                                |
| giugno 2016   | ottobre 2021  | Emilietto Mirandola      | FdI dal 2020 - con lista "Mirandola Sindaco"            | Sindaco                 | Elezioni 2016                         |
| ottobre 2021  | in carica     | Orfeo Pozzani            | Liste civiche di centro                                 | Sindaco                 | Elezioni 2021                         |

### Gemellaggi
- Stadecken-Elsheim, dal 2000
- Sinnai, dal 2002

### Rapporti di amicizia
- San Giustino (provincia di Perugia), dal 2012 (patto di amicizia[34]: patto di amicizia con il comune San Giustino, dove esiste il "Museo del tabacco").
- Concordia sulla Secchia (provincia di Modena), dal 2012 (patto di amicizia): sempre dal 2012, a seguito del terremoto dell'Emilia, il comune di Bovolone si impegnato a sostegno delle popolazioni colpite, e in particolar modo, verso il comune di Concordia sulla Secchia.

### Rapporti commerciali
Il Comune di Bovolone è membro fondatore dell'Associazione Città del Tabacco, con lo scopo di promuovere tale prodotto agricolo a livello internazionale. In questo senso la Città è gemellata, dal 2007, con i comuni di:
- Città di Castello (provincia di Perugia);
- Francolise (provincia di Caserta).

### Altre informazioni amministrative
A Bovolone è presente anche una sezione del ministero dell'agricoltura
Dal febbraio 2008 è sede del primo distaccamento volontario dei Vigili del fuoco della provincia di Verona.
Il comune aderisce all’iniziativa: patto dei sindaci 
Il Comune aderisce all'iniziativa Comuni Amici delle Api

## Sport

### Impianti sportivi
Il principale impianto sportivo della città di Bovolone è collocato in zona Bellevere, tra l'Area Fieristica e Viale Olimpia. All'interno di questo impianto è inserito lo stadio principale dedicato a Gaetano Cavallaro oltre a altri 3 campi da calcio sussidiari, 4 campi da tennis, piscina olimpica esterna, e al palazzetto dello sport "Le Muse".
Presso la Zona industriale del paese si trova lo stadio "Don Sisto Valle".

#### Boxe
A Bovolone ha sede una delle più importanti dedite al pugilato della provincia di Verona, la "Boxe Veronese ASD". Negli ultimi anni sono stati molti i risultati a livello provinciale, regionale, nazionale, ottenuti dagli atleti iscritti a questa società.

#### Calcio
Esistevano due squadre di calcio a Bovolone. La prima era l'ACD Bovolone, nata nel 1996, che militava nel campionato di Prima Categoria Veneta con colori sociali il rosso e blu e la seconda, nata nel 2015, è stata l'FC Bovolone  che militava nel campionato veneto di 3ª Categoria con colore sociale è il blu. Le due società si sono fuse creando l'ASD Bovolone 1918 che disputa le partite casalinghe presso lo stadio comunale "Gaetano Cavallaro", intitolato al calciatore bovolonese.

#### Calcio a 7
Esiste una squadra di calcio a 7, il Real Bovolone Archiviato il 28 maggio 2022 in Internet Archive., fondata nel 2015 e militante nel campionato provinciale CSI Sezione di Legnago.
Disputa le partite casalinghe presso il campo del G.S.S. Casella.

#### Ciclismo
Esiste una società ciclistica agonistica chiamata G.S. Luc Bovolone.

#### Pallavolo
La pallavolo Bovolone nasce nel 1974, nella stagione 2007-2008 si trasforma nella Pallavolo Perseo. Nel 2014 assorbe la società Volley Bovolone, incorporando sotto una sola società sia il settore femminile sia quello maschile.

#### Pallacanestro
Ci sono anche squadre di basket.
Atletica Leggera
È presente una società di atletica leggera attiva dal 1968.
Pattinaggio
È presente una società di pattinaggio corsa e freestyle attiva dai primi anni 2000.